# 阿久津幸彦
阿久津 幸彦（あくつ ゆきひこ、1956年6月26日 - ）は、日本の政治家。立憲民主党所属の衆議院議員（5期）、衆議院財務金融委員長。
内閣総理大臣補佐官、内閣府大臣政務官（国家戦略・防災担当）などを歴任。

## 来歴

### 生い立ち
東京都文京区出身。お茶の水女子大学附属小学校・お茶の水女子大学附属中学校を経て、東京都立北園高等学校を卒業後、米国ジョージ・ワシントン大学に進学し、同大学院を修了（国際政治学）。1984年から約10年にわたって、石原慎太郎の公設秘書を務めた。
1993年には東京都議会議員選挙に三鷹市選挙区から無所属で立候補するも落選。その後、菅直人の誘いにより新党さきがけに入党し、1994年から約2年間、政策委員を務めた。1996年には、旧民主党結党に参加。第41回衆議院議員総選挙で東京24区（八王子市）から出馬し落選。

### 政治家として

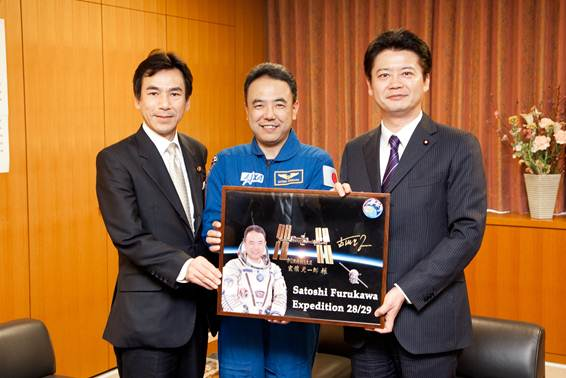
2011年2月25日、宇宙飛行士古川聡（中央）、内閣府特命担当大臣（科学技術政策担当）玄葉光一郎（右）と

2000年の第42回衆議院議員総選挙で東京24区に出馬し、民主党公認で初当選。菅「次の内閣」国土交通大臣のもと、総括副大臣に就任し、官製談合防止法の提出、あっせん利得処罰法、踏切道改良促進法の改正案などの成立に関わった。2003年の第43回衆議院議員総選挙では、自由民主党の萩生田光一に敗れるも、比例東京ブロックで復活し、2選。2005年の第44回衆議院議員総選挙では、萩生田に約5万票の差で再び敗れ、比例復活もならなかった。
2009年8月の第45回衆議院議員総選挙で萩生田に比例復活を許さないほどの大勝で、3選。同年10月に民主党副幹事長、2010年1月に民主党東京都連幹事長に就任。同年6月、菅直人内閣で内閣総理大臣補佐官（中小企業対策・地域活性化対策担当）に任命される。2010年9月から菅直人第1次改造内閣で内閣府大臣政務官（国家戦略・防災担当）に任命され、菅直人第2次改造内閣でも再任された。2011年6月より、内閣府大臣政務官の担当分野に東日本大震災の復興担当が加わった。野田内閣でも一旦は再任されたが、2012年9月7日に退任し、民主党総括副幹事長に就任。2012年12月16日に行われた第46回衆議院議員総選挙では、萩生田との4度目の対決の末、ダブルスコアの大差をつけられて落選した。重複立候補した比例東京ブロックでの復活当選叶わず、落選。2014年12月14日に行われた第47回衆議院議員総選挙では、萩生田に再び敗れ落選。
2015年より、緊急人道支援の国際NGO 認定NPO法人ジャパン・プラットフォームにて、国内事業部長 兼 東北事務所長として、東日本大震災復興支援事業を統括。
2017年10月22日実施の第48回衆議院議員総選挙に、比例東北ブロックから立憲民主党の単独3位候補者として立候補し、当選した。10月26日、執行役員会で幹事長代理の就任が決まる。2019年6月4日、立憲民主党東京都第11区（板橋区）支部長に就任。
2020年9月15日、旧立憲民主党と旧国民民主党は、2つの無所属グループを加えた形で新「立憲民主党」を結成。阿久津も新党に参加。
2021年10月31日に行われた第49回衆議院議員総選挙では東京11区（板橋区の一部）から出馬するも、自由民主党の下村博文に敗れ落選。
2024年10月9日、自民党は衆議院議員選挙（10月27日執行）の第1次公認候補として、小選挙区265人、比例代表14人の計279人の擁立を発表した。政治資金パーティーをめぐる裏金事件に関係した現職と元職のうち12人を非公認とし、その中に下村も含まれた。
同年10月15日、総選挙が公示され、東京11区からは立憲民主党公認の阿久津、無所属の下村、日本維新の会公認の元足利市長の大豆生田実、日本共産党公認の伊波政昇ら計5人が立候補した。10月17日から18日にかけて各紙は序盤情勢を発表。読売新聞は「阿久津と下村がしのぎを削る」と報じ、毎日新聞は「下村と阿久津が横一線の争い。下村は自民支持層の約3割をまとめた」と報じた。自民党は裏金問題や統一教会問題、10月23日に発覚した非公認候補への2000万円支給問題などで逆風が吹き荒れた。10月27日、総選挙執行。投票締め切りの20時直後にNHKなどは阿久津の当選確実を報じ、阿久津は通算5期目の当選を果たした。無所属の下村は議席を失い、大豆生田は比例復活もらならず落選した。
2025年6月18日、解任決議案が可決され、解任された井林辰憲の後任として、野党各党の賛成により、衆議院財務金融委員長に選出された。

## 政策・主張

### 硫黄島における遺骨帰還のための特命チーム
硫黄島における遺骨収集は第1次安倍内閣時代から進められたが、硫黄島は中心部に軍事基地があるため、発掘作業は島の外側で行われており、収集できた遺骨は約8700柱に留まっていた。麻生内閣で硫黄島の滑走路を引きはがして島中央の遺骨収集する計画を決定したが、鳩山由紀夫内閣によって中断されていた。自民党は森喜朗や新藤義孝が菅直人に事業の継続を要請し、菅直人は自民党に謝意と事業の継続を約束した。2010年、阿久津は「硫黄島における遺骨帰還のための特命チーム」のチームリーダーに指名され、米国に派遣された。阿久津はアメリカ国立公文書記録管理局を訪問し、摺鉢山付近に日本兵の集合埋葬地があることなどの記録を確認。さらに、米国国防総省の捕虜・行方不明者調査局を訪問し、調査への協力を確認した。2010年8月、阿久津の持ち帰った資料を基づいた試掘が行われたが遺骨の発見はされなかった。そのため、厚生労働省がアメリカ国立公文書記録管理局で公文書の再調査を行い、10月の再試掘で滑走路の西部や摺鉢山麓に大規模な集団埋葬地を発見することに成功した。

### 基本政策
自身の政策として以下を挙げている。
- 集団的自衛権行使を容認する閣議決定の撤廃
- 特定秘密保護法廃止
- 2030年代の原発ゼロ実現
- 武器輸出反対
- カジノ合法化反対

### その他

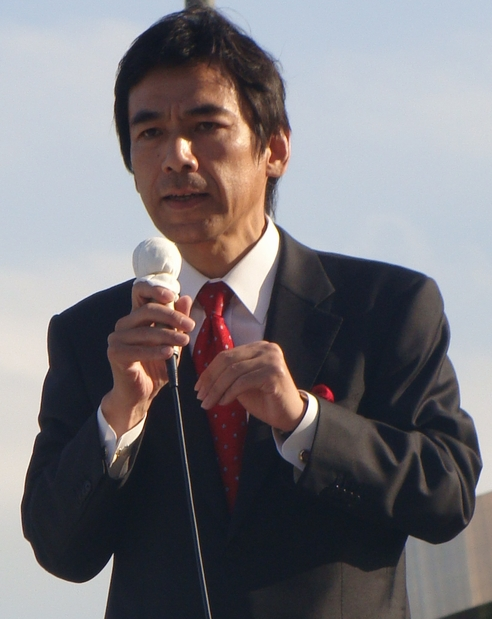
2008年10月13日、街頭演説にて

- 総理大臣による靖国神社参拝を否定している[32]。なお、菅総理大臣の名代として、米国のアーリントン国立墓地を訪問し、公式に献花を行っている。
- 0歳から中学卒業まで1人当たり月額2万6000円（年額31万2千円）の子ども手当を支給し、高校生には、年額約12万円程度（私立高校の場合、年収500万円以下の世帯は24万円）を支給することによって、授業料を実質的に無償化することを約束している。
- 自公政権による年間2200億円（5年間で1.1兆円）の社会保障費削減方針を撤回し、崩壊しかかっている医療を建て直すために十分な予算を確保することや、後期高齢者医療制度は廃止し、廃止に伴う国民健康保険の財政負担は国が支援することを約束している。
- 高速道路を無料化することを約束している。高速道路無料化による経済効果は7.8兆円で、高速道路の維持・管理費の約2倍に匹敵すると見積もっている。
- ガソリン税、軽油引取税などの暫定税率を廃止して2.5兆円の減税を実施することを約束している、一世帯当たりの減税額は全国平均で約5万円になると見積もっている。
- 菅内閣の退陣時に「菅政権が1年3カ月で取り組んだこと」と題した29ページの文書を作成し、「菅内閣は政治主導・経済財政運営・原子力行政において極めて多くの成果を挙げた」と報告している[33][34]。
- 選択的夫婦別姓制度導入に賛同している[35][36]。

## 議員連盟
- 羽田低空飛行見直しのため議員連盟

## 人物
- 東京都 板橋区赤塚在住。家族は妻と長女。
- 菅グループに所属し、菅直人の側近[37][38][39]として知られる。
- 八王子憲法9条の会に加盟している八王子平和市民連絡会（八平連）の呼びかけ人[40]でもある。
- 長妻昭とは同期当選で現在も政策について語り合う仲である。

## 選挙歴
| 当落 | 選挙                     | 執行日         | 年齢 | 選挙区           | 政党       | 得票数     | 得票率 | 定数 | 得票順位 /候補者数 | 政党内比例順位 /政党当選者数 |
| ---- | ------------------------ | -------------- | ---- | ---------------- | ---------- | ---------- | ------ | ---- | ------------------ | ---------------------------- |
| 落   | 1993年東京都議会議員選挙 | 1993年6月27日  | 37   | 三鷹市選挙区     | 無所属     | 8685票     | ーー   | 2    | 4/6                | /                            |
| 落   | 第41回衆議院議員総選挙   | 1996年10月20日 | 40   | 東京都第24区     | 旧民主党   | 5万67票    | 22.67% | 1    | 3/4                | 16/5                         |
| 当   | 第42回衆議院議員総選挙   | 2000年06月25日 | 43   | 東京都第24区     | 民主党     | 10万6292票 | 44.49% | 1    | 1/3                | /                            |
| 比当 | 第43回衆議院議員総選挙   | 2003年11月09日 | 47   | 東京都第24区     | 民主党     | 10万6733票 | 43.43% | 1    | 2/4                | 1/8                          |
| 落   | 第44回衆議院議員総選挙   | 2005年09月11日 | 49   | 東京都第24区     | 民主党     | 10万6459票 | 37.59% | 1    | 2/3                | 20/6                         |
| 当   | 第45回衆議院議員総選挙   | 2009年08月30日 | 53   | 東京都第24区     | 民主党     | 14万8719票 | 49.45% | 1    | 1/4                | /                            |
| 落   | 第46回衆議院議員総選挙   | 2012年12月16日 | 56   | 東京都第24区     | 民主党     | 6万784票   | 22.13% | 1    | 2/5                | 11/3                         |
| 落   | 第47回衆議院議員総選挙   | 2014年12月14日 | 58   | 東京都第24区     | 民主党     | 7万1212票  | 29.21% | 1    | 2/4                | 11/3                         |
| 当   | 第48回衆議院議員総選挙   | 2017年10月22日 | 61   | 比例東北ブロック | 立憲民主党 | ーー票     | ーー   | 13   | /                  | 3/3                          |
| 落   | 第49回衆議院議員総選挙   | 2021年10月31日 | 65   | 東京都第11区     | 立憲民主党 | 8万7635票  | 35.76% | 1    | 2/10               | 10/4                         |
| 当   | 第50回衆議院議員総選挙   | 2024年10月27日 | 68   | 東京都第11区     | 立憲民主党 | 8万947票   | 41.04% | 1    | 1/5                | /                            |